# Универзитет у Приштини (Приштина)
Универзитет у Приштини (алб. Universiteti i Prishtinës) је државни универзитет са седиштем у Приштини. Настао је 1999. године након распуштања првобитног Универзитета у Приштини након рата на Косову и Метохији. Ради по наставном плану и програму Републике Косово, ван образовног система Србије. Тренутно се састоји од 14 факултета.

## Преглед
Универзитет у Приштини заузима кампус у Приштини, служећи као главни албански универзитет на подручју Косова и Метохије. Члан је Европске асоцијације универзитета. Одржава контакте са западноевропским и америчким универзитетима и институцијама. Универзитет у Приштини је високо рангирани универзитет на албанском језику у Европи. Универзитет у Приштини је непрофитна јавна високошколска установа која се налази у урбаном окружењу града Приштине средње величине (популација од 500,000-1,000,000 становника). Ова институција такође има огранке на следећим локацијама: Гњилане, Пећ, Призрен, Урошевац, Ђаковица, Косовска Митровица. Универзитет у Приштини је коедукативна институција високог образовања. Универзитет у Приштини нуди курсеве и програме који воде до званично признатих диплома високог образовања, као што су степен бачелор, магистериј, докторат у неколико области студија.

### Статистика и организација универзитета
Академска година универзитета траје од 1. октобра до 30. септембра, организована у два семестра, са 30 недеља наставе годишње. Пошто млади до 19 година чине више од 50 процената становништва, до 1980. сваки трећи становник у покрајини био је уписан у школу или на универзитет. На Космету је експанзија студентског тела у високом образовању била без премца у Југославији, са 149 у 1958-1959 на 35706 на универзитетима и другим пост-секундарним образовним институцијама у 1975-1976. У академској години 2016—2017. Универзитет је бројио 38.974 активних студената, 17.042 (43,8%) мушкараца и 21.932 (56,2%) жена; 38,334 (98,3%) студената је било са Космета, 413 (1%) из Прешева, Медвеђе и Бујановца, 99 (0,25%) из Црне Горе, 56 (0,14%) из Македоније, 49 (0,12%) из Албаније, и 23 (0,06%) из других земаља.

## Историјат
Универзитет у Приштини је основан у Социјалистичкој Аутономној Покрајини Косово, Социјалистичкој Републици Србији, Југославији, Приштини, прва академска година је 1969-1970, а функционише до 1999. Међутим, због политичких превирања, рата, узастопног протеривања факултета једне или друге етничке припадности, велике разлике међу етничким групама, подељен је на две неповезане институције које користе исто име, иако једноставно одражавају етнички идентитет. Активност на албанском језику се наставља до данас у Приштини, док се српски, Унивезитет у Приштини, налази у Северној Митровици, где и даље задржава своје место у српском образовном систему.

### Оснивање
Као резултат Савеза комуниста Косова који захтева више самоуправе за свој регион, на Косову су током новембра 1968. године почели масовни протести, што је утицало на оснивање Универзитета 1969-1970. Први факултет Универзитета био је филозофија, медицина, право и инжењерство. Језици наставе били су албански и српско-хрватски. Будући да је организациони статус институције заснован на језику, често се сматра два одвојена универзитета. Албанци су прихватили оснивање Универзитета, али су га сматрали само прекретницом у правцу политичке једнакости, а не као крајњи циљ. Иако је подржан од стране Јоспи Броза Тита, председника Савеза комуниста Југославије, суочио се са много политичке опозиције од стране српских комуниста, који су то сматрали „показатељем аутономије за Косово”. Још 1971. Срби и Црногорци протестовали су против инаугурације Универзитета.

### Протести 1981
Универзитет је био полазна тачка студентских протеста 1981. године на Косову. Универзитет је допринео незапослености, јер су високо образовани и отежани Албанци постали регрути за националистичка осећања. Поред тога, српско и црногорско становништво на Косову све више омаловажава економски и социјални терет студентске популације универзитета. Протести, који су почели 11. марта 1981, првобитно су почели као спонтани мали протест за бољу храну у кафетерији и побољшали услове становања у домовима и завршили насиљем које је изазвало масовне протесте широм Косова, ванредно стање, нереде, као и жртве.

### 1990-1998
Многи албански предавачи оптужени су да крше српске законе о образовању, одбацују их и замењују Срби. Образовање на албанском језику наставило се у приватним објектима, као део незваничне паралелне државе сенке, самопроглашене Републике Косово, која је омогућила наставак образовања око 30.000 албанских студената. У другој половини деведесетих, Влада Србије је започела преговоре са албанским лидерима о универзитету и дошла до договора да ће Албанци добити контролу над 60% универзитетског кампуса, Срби 35% и Турци 5%. Међутим, протестанти, косовски Срби, организовали су насилне протесте против трансфера и на крају су их морали протерати владине снаге. Зграде су биле опустошене, намештај и опрема су намерно вандализовани како би били неупотребљиви.

### Рат на Космету и последице
Рат на Косову и Метохији 1999. године пореметио је и званични универзитет и његову подружницу у Косовској Митровици. Већина особља и студената побегла је са Космета почетком јуна 1999. године. Српско становништво Приштине, у августу 1999. године, пало је са 40.000 на мање од 1.000. Као резултат тога, универзитет је упао у две одвојене гране, један у Приштини и један у Северној Митровици.

### Хапшења у децембру 2013.
12. децембра 2013, једанаест званичника Универзитетског медицинског факултета ухапшено је због фалсификовања. Ухапшени званичници су били лекари, професори, асистенти и административно особље; неки студенти су такође ухапшени.

### Студентски протест 2014. и оставка Ибрахима Гашија
Студентски протест 2014. почео је када су косовски медији оптужили ректора Ибрахима Гашија и његово особље за фалсификовање истраживања и објављивање научних радова заснованих на тим лажним истраживањима како би ојачали своје академске способности. Гаши је одбио да поднесе оставку након што је откривено да је објавио чланке у предаторским часописима како би испунио услове за напредовање у редовног професора. Студентски појединци постали су огорчени након што парламент није успио проћи гласање у којем је затражио да Гаши поднесе оставку, а политичке странке коалицијске владе супротставиле су се том потезу. Гаши је на крају поднео оставку.

## Факултети
Факултети који раде у склопу Универзитета у Приштини су:
- Филозофски факултет
- Природно-математички факултет
- Филолошки факултет
- Правни факултет
- Економски факултет
- Грађевински факултет
- Факултет електротехнике и рачунарства
- Машински факултет
- Медицински факултет
- Факултет уметности
- Пољопривредно-ветеринарски факултет
- Факултет физичког васпитања и спорта
- Учитељски факултет
- Архитектонски факултет